# Pseudameira crassicornis
Pseudameira crassicornis är en kräftdjursart som beskrevs av Georg Ossian Sars 1911. Pseudameira crassicornis ingår i släktet Pseudameira och familjen Ameiridae. Arten är reproducerande i Sverige. Inga underarter finns listade i Catalogue of Life.